# تامگان
تامگان (انگلیسی: Tamgan؛ فرمانده ای از امپراتوری ترکیه در اواخر قرن ششم است، به گفته ادوارد گیبون نام او ممکن است یک عنوان باشد نه یک نام خاص.